# 津山スポーツセンター野球場
津山スポーツセンター野球場（つやまスポーツセンターやきゅうじょう）は、岡山県津山市の津山スポーツセンター内にある野球場。津山市営球場（つやましえいきゅうじょう）という通称でも呼ばれる。津山市が運営管理を行っている。

## 施設概要
なだらかな丘陵地をくり抜いた形状で、グラウンドは内野が黒土のクレー舗装、外野が天然芝である。
内外野スタンドは斜面を利用し作られ、内野席はコンクリート製のベンチシートで外野寄りは芝生席と投球練習場、、外野は芝生になっている。
バックネット裏の最上段に本部席と記者席を備える。
観客収容人数が2万人以上と岡山県北では最大規模の野球場で、かつてはプロ野球の試合や高校野球県大会の会場の一つとして利用されていたが、近年は地区予選や少年野球が中心になっている。
- 両翼：91m、中堅：120m
- 内野：クレー舗装、外野：天然芝
- 収容人数：26,800人（公称）
  - 内野：7,300人、外野：19,500人
- スコアボード：パネル式
- 照明設備：なし

## プロ野球等実施状況
- オープン戦
  - 1970年3月28日 阪急ブレーブス 3-9 読売ジャイアンツ
  - 1971年3月30日 阪神タイガース 1-4 阪急ブレーブス（7回コールド）
- パ・リーグ公式戦
  - 1973年7月29日 近鉄バファローズ 2-7、4-9 太平洋クラブライオンズ（ダブルヘッダー）
- ファーム
  - 1985年 第28回ウエスタントーナメント大会

## 交通
- JR津山駅から車で約10分
- 中国自動車道 津山ICから車で約15分